# Ala a freccia negativa

Pianta del Sukhoi Su-47, aereo con ala a freccia negativa

L'ala a freccia negativa, o ala a freccia inversa, è un particolare tipo di ala a freccia. Si tratta di un'ala ad alte prestazioni, caratterizzata da un angolo di freccia negativo.
Nonostante gli studi compiuti fino ad oggi abbiano dimostrato che si tratti di una soluzione applicabile ed efficiente, i vantaggi ottenuti non sono stati ritenuti sufficienti per compensare i problemi strutturali incontrati, e ad oggi è una configurazione alare poco diffusa.

## Storia

### Ricerche iniziali
Il concetto di aereo con ali a freccia negativa è stato proposto per la prima volta nel 1936 in Germania, anche se il progetto non ha avuto un seguito immediato.
Bisogna attendere lo scoppio della Seconda Guerra Mondiale perché si facessero test pratici di un aereo con questa configurazione alare. Inizialmente fu la Messerschmitt AG a sperimentare il concetto, ma il primo aereo con ala a freccia inversa fu il bombardiere leggero Junkers Ju 287. I vantaggi ricercati non erano però di tipo aerodinamico: le ali a freccia invertita permettevano di collocare le ali molto a valle della struttura dell'aeromobile, massimizzando le dimensioni del vano bombe.
Tra le forze aeree alleate, invece, solo il semisconosciuto costruttore americano Cornelius utilizzò - nel 1944 - il concetto di ala inversa per il modello XFG-1. Si trattava di un aliante per trasporto carburante che fu costruito solo in due esemplari.

### Successivi sviluppi
Nel 1948, basandosi sul progetto tedesco dello Ju 287, l'Unione Sovietica sviluppò lo Tsybin LL-3, che ebbe un notevole impatto sullo sviluppo del prototipo della Sukhoi SYB-A del 1982. Questo progetto anticipa di due anni il suo corrispettivo statunitense, il dimostratore tecnologico Grumman X-29.
La NACA, progenitrice della successiva NASA, svolse anche esperimenti sull'uso di un'ala a freccia invertita per il primo della fortunata serie degli aerei x, il Bell X-1, ma i problemi strutturali incontrati risultavano maggiori dei vantaggi aerodinamici ottenuti.
L'uso dell'ala a freccia inversa continuò ad essere considerato inapplicabile fino ai tardi anni '70, quando la DARPA iniziò a sperimentare l'uso di ali in materiali compositi, e di sistemi digitali di controllo fly-by-wire.

Ciò permise di progettare aeromobili che fossero dinamicamente instabili, e quindi molto manovrabili. 
Il primo progetto avrebbe dovuto basarsi sul caccia F-16, modificato per utilizzare un'ala a freccia negativa e denominato per questo SFW (swept forward wing, ala inclinata in avanti), ma non si tradusse mai in un prototipo.

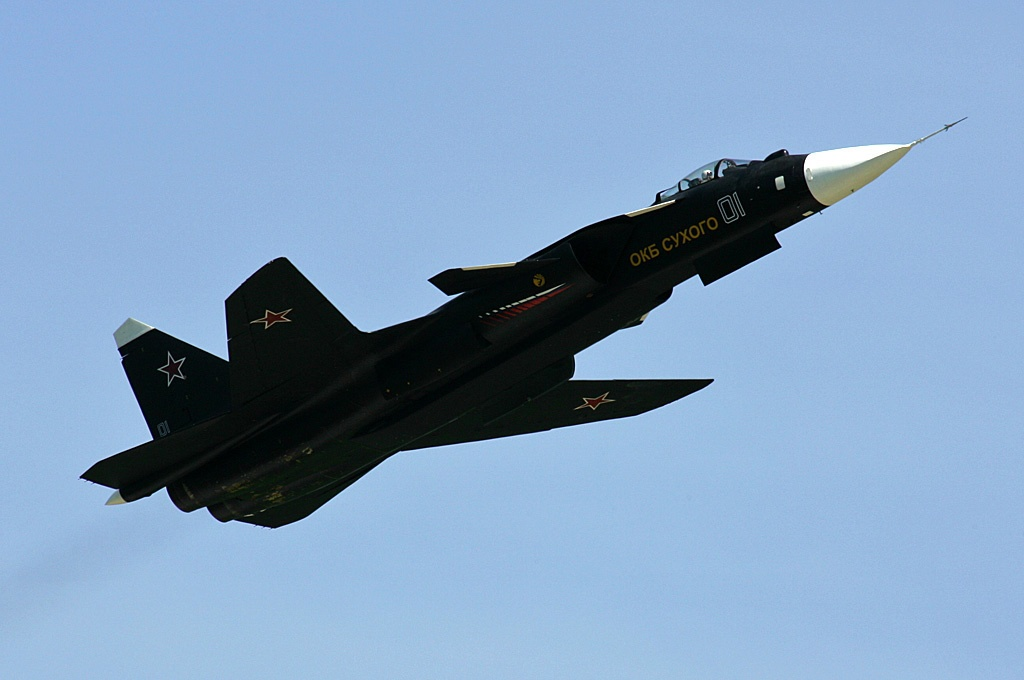
Il Su-47.

Fu invece la Grumman a costruire due esemplari del dimostratore tecnologico X-29, che svolse i suoi primi voli nel 1984. Il prototipo, dotato anche di superfici canard, si dimostrò estremamente manovrabile anche ad angoli di attacco superiori a 60°. 

Con l'introduzione dei motori a spinta vettoriale ed il progressivo miglioramento di prestazioni dei missili a medio raggio, però, la necessità di aerei molto manovrabili si ridusse, e così anche l'importanza delle ali a freccia inversa.
Ciononostante, nel 1997 la Sukhoi inizio le prove del caccia Su-47, presentando il prototipo al Salone internazionale dell'aeronautica e dello spazio di Parigi-Le Bourget. Nonostante non sia mai entrato in produzione, ha effettuato numerosi voli di prova ed è stato presente a numerose manifestazioni aeree.

### Applicazioni pratiche
Nonostante l'uso dell'ala a freccia invertita in campo  militare non sia mai andato oltre lo stadio di prototipo, esistono vari aerei civili che ne fanno uso:
- il CZAW Parrot;[5]
- l'HFB-320, aviogetto commerciale costruito in 50 esemplari, primo volo nel 1964; l'ala a freccia invertita permetteva di avere una cabina passeggeri più spaziosa, senza un wing spar;
- il Saab Safari, velivolo da addestramento militare del 1969;
- lo Scaled Composites Boomerang, un prototipo di velivolo con motore a pistoni; ne esiste un solo esemplare;
- il Cessna NGP, prototipo di velivolo monomotore che mirava ad essere il capostipite di una nuova generazione di aeroplani, volti a sostituire gli ormai anziani Cessna 172 e Cessna 182.

Esistono inoltre numerosi alianti biposto ad ala alta che utilizzano l'ala a freccia inversa. Il posizionamento arretrato dell'ala fa sì che essa non oscuri la vista laterale di chi sta seduto nel posto posteriore. Il LET L-13 Blaník, il più diffuso aliante biposto del mondo, è un tipico esempio di questa applicazione.

## Caratteristiche aerodinamiche e costruttive

Il flusso dell'aria che investe un aereo con ali a freccia inversa è al contrario rispetto ad un aereo con ali convenzionali

L'ala a freccia, sia essa a freccia positiva o negativa, offre l'importante vantaggio di ridurre la resistenza d'onda a velocità transoniche o supersoniche, riducendo il numero di Mach dell'aria che scorre sull'ala. Visto che gli effetti dell'angolo di freccia variano proporzionalmente al coseno dell'angolo stesso, non vi dovrebbero essere differenze tra un'ala con freccia positiva ed un'ala con freccia negativa.
È però necessario fare alcune considerazioni aggiuntive.

### Stallo
Uno dei vantaggi garantiti dall'uso dell'ala a freccia negativa è il miglior controllo ad elevati angoli d'attacco, grazie alla minor vulnerabilità allo stallo di potenza.
In un'ala a freccia positiva il flusso dell'aria che scorre sull'ala va dall'interno verso l'esterno, ed i filetti fluidi divengono turbolenti alle estremità alari prima che al centro. Ciò significa che lo stallo comincia alle estremità alari, ove sono montate le superfici di controllo.
In un'ala a freccia negativa invece il flusso dell'aria va dall'esterno verso l'interno. Ciò significa che alle alte velocità lo stallo inizia dal centro dell'ala, garantendo un miglior controllo degli alettoni ad elevati angoli di attacco.

### Struttura
Un'ala a freccia inversa viene montata più a valle della fusoliera rispetto ad un'ala a freccia positiva, perché il suo peso tende a gravare verso il muso dell'aereo invece che verso la coda. Ciò permette di avere un maggiore spazio utile nella fusoliera da usare come vano di carico, perché la stessa non viene ostruita dalle necessarie strutture di supporto dell'ala.
L'uso di un'ala a freccia inversa comporta molto spesso l'uso di alette canard (si vedano ad esempio i già citati X-29 e Su-47). Visto che l'ala canard e l'ala principale sono una a monte ed una a valle del baricentro dell'aereo, possono essere entrambe portanti senza destabilizzare e rendere l'aereo dinamicamente instabile.
Di contro, il flusso d'aria che investe l'ala ad alte velocità tende a torcerle con un momento torcente proporzionale alla velocità del flusso stesso. Si può evitare che questo fenomeno (chiamato divergenza dinamica aeroelastica) risulti pericoloso dimensionando l'ala per poter operare ad una velocità maggiore di quella che l'aereo possa raggiungere, ma questo comporta che un'ala a freccia inversa debba essere più robusta di un'analoga ala a freccia positiva, e che quindi risulti più costosa. Per evitare di dover irrobustire l'ala rendendola molto più pesante è infatti necessario utilizzare materiali compositi, di maggior costo.

### Stabilità
Un aereo con ala a freccia inversa è meno stabile di un aereo con ala a freccia convenzionale:
- Stabilità longitudinale: quando un aereo con ala a freccia inversa effettua una manovra lungo l'asse di beccheggio (una cabrata o una picchiata), l'ala tende ad accentuare la manovra: la resistenza di forma aumenta, ma visto che il centro di rotazione dell'ala è dietro al centro di applicazione della forza, questa genera un momento che tende ad aumentare ancora l'angolo di rotazione. Viceversa, in un'ala a freccia positiva, le variazioni dell'angolo di incidenza tendono a contrastare la rotazione stessa.
- Stabilità alla virata: quando un aereo con ala a freccia inversa effettua una virata, l'ala esterna genera una resistenza minore rispetto a quella interna, accentuando la manovra. Viceversa, in un'ala a freccia positiva, l'ala esterna genera una resistenza maggiore, smorzando la manovra. In particolare l'ala che si abbassa aumenta il suo angolo d'attacco, questo causa un aumento della portanza che tende ad opporsi alla manovra, ma crea anche un aumento di resistenza che tende a far arretrare l'ala. Si crea il "dutch roll", nome che deriva da una manovra di pattinaggio che spiega lo stretto legame tra la stabilità trasversale e quella direzionale o meglio ancora ad ogni movimento di rollio è sempre correlato un movimento di imbardata.

In aeronautica la maggior instabilità è da un lato un parametro ricercato, perché si traduce in una miglior agilità e capacità di manovra, ma dall'altro rende più difficile il controllo dell'aereo e quindi aumenta la necessità che il volo sia servoassistito.